# 8 رمضان
- السبت
- الأحد
- الاثنين
- الثلاثاء
- الأربعاء
- الخميس
- الجمعة

- 11 مارس 2025
- 22 مارس 2025
- 33 مارس 2025
- 44 مارس 2025
- 55 مارس 2025
- 66 مارس 2025
- 77 مارس 2025
- 88 مارس 2025
- 99 مارس 2025
- 1010 مارس 2025
- 1111 مارس 2025
- 1212 مارس 2025
- 1313 مارس 2025
- 1414 مارس 2025
- 1515 مارس 2025
- 1616 مارس 2025
- 1717 مارس 2025
- 1818 مارس 2025
- 1919 مارس 2025
- 2020 مارس 2025
- 2121 مارس 2025
- 2222 مارس 2025
- 2323 مارس 2025
- 2424 مارس 2025
- 2525 مارس 2025
- 2626 مارس 2025
- 2727 مارس 2025
- 2828 مارس 2025
- 2929 مارس 2025
- 130 مارس 2025
- 231 مارس 2025
- 31 أبريل 2025
- 42 أبريل 2025
- 53 أبريل 2025
- 64 أبريل 2025

8 رمضان أو 8 رمضان المُبارك أو يوم 8 \ 9 (اليوم الثامن من الشهر التاسع) هو اليوم الرابع والأربعون بعد المائتين (244) من أيَّام السنة (أو الخامس والأربعون بعد المائتين لو كان شهر شعبان مُتممًا لليوم الثلاثين أو السادس والأربعون بعد المائتين لو أتم كلاً من صفر وربيع الآخر وجمادى الآخرة وشعبان ثلاثين يوماً) وفق التقويم الهجري القمري (العربي). يبقى بعده 110 أو 111 يومًا لانتهاء السنة.

## أحداث
- 8 هـ - الرسول محمد يرسل أبا قتادة الأنصاري إلى بطن إضا، للتمويه على المشركين بخط سير المسلمين لفتح مكة. وكان أبو قتادة قد عاد لتوه من مهمة في غضفان بنجد التي آذى أهلها المسلمين.
- 9 هـ - وقوع غزوة تبوك بين الروم وحلفائهم من قبائل العرب ضد المسلمين.
- 164 هـ - عودة جيش المسلمين إلى قرطبة ظافراً، بعد انتصاره على جيش شارلمان في معركة باب الشزري.
- 287 هـ - وصول رسالة إلى الخليفة العباسي أحمد المعتضد بالله في أثناء صراعه مع القرامطة الذين يقودهم أبو سعيد الجنابي تنص على أن القرامطة قد أطلقوا القائد العباسي العباس بن عمرو الغنوي الذي أسروه، وأنه قادم إلى بغداد في مركب.
- 431 هـ - السلطان السلجوقي طغرل بك ينتصر على جيش الدولة الغزنوية في معركة داندقان، ويستولي على خراسان، ويجبر الغزنويين على الاعتراف بالدولة السلجوقية كأكبر وأقوى دولة في المنطقة.
- 455 هـ - ولاية السلطان السلوجوقي ألب أرسلان، بعد وفاة عمه السلطان طغرل بك المؤسس الحقيقي لدولة السلاجقة، ويعد ألب أرسلان من كبار رجال التاريخ، وصاحب الانتصار الخالد على الروم في معركة ملاذكرد.
- 665 هـ - بدأ حصار مدينة عكا بقيادة الظاهر بيبرس. وكان قد بلغه وهو في دمشق أن جماعة من الفرنج تغير في الليل على المسلمين وتتوارى وهي ترتدي ثياب المسلمين، قاد السلطان بيبرس سرية خاصة استطاعت اقتناصهم بعد أن كانوا ينطلقون من عكا، وحاول الفرنج المقيمون في عكا ضرب المسلمين، فأمر بيبرس بالقضاء على حاميتها وهدم جدرانها إذا لم يمتثل أهلها بالولاء للنظام الإسلامي للدولة.
- 817 هـ - السلطان المملوكي المؤيد شيخ المحمودي يصدر قراراً بتعيين الأمير الطنبغا العثماني قائداً عاماً للجيش وذلك بعد وفاة القائد السابق وهو الأمير يلبغا الناصري الذي توفي ليلة الجمعة 2 رمضان.
- 837 هـ - السلطان المملوكي سيف الدين برسباي يرسل تجريدة حربية بحرية لتطارد مراكب قراصنة الفرنجة بعد أن بلغه أنهم أخذوا خمسة مراكب للمسلمين أمام ساحل بيروت وفيها بضائع ورجال.
- 891 هـ - العثمانيون ينهزمون أمام مماليك السلطان قايتباي، وقد أسر المماليك أعداداً كبيرة من الجند العثمانيين وغنموا مدافعهم وأسلحتهم، ثم زحف المماليك داخل الأناضول وحاصروا مدينة أضنة واحتلوها.
- 907 هـ - تعذر الصيام على المسلمين البرتغاليين لأول مرة بسبب الاضطهاد الديني، فقد صدر أمر من الكنيسة الكاثوليكية بمطاردة كل مسلم وإجباره على الارتداد عن الإسلام، فتشتت الكثيرون منهم عبر شمال أفريقيا والمشرق العربي.
- 1315 هـ - صدور «مجلة أنيس الجليس» النسائية في مدينة الإسكندرية، أصدرتها «ألكسندرا أڤيرينو»، وكانت المجلة واسعة الانتشار، واستمرت في الصدور 10 سنوات حتى توقفت نهائيًا.
- 1316 هـ - بريطانيا تفصل السودان عن مصر وتعلن السودان الإنجليزي المصري.
- 1365 هـ - المناضل الجزائري فرحات عباس يؤسس حزب الاتحاد الديمقراطي للبيان الجزائري U.D.M.A. وكان شعاره: نعم للاستقلال نعم للارتباط بفرنسا في شكل جمهورية جزائرية.
- 1388 هـ - الحكومة الإندونيسية تمنح المؤسسة الدينية الطاهرية الصفة الرسمية، ومنشئ هذه المؤسسة هو محمد طاهر رجبلي.
- 1390 هـ - إقصاء رئيس الوزراء التونسي الباهي الأدغم عن منصبه أثناء تواجده في الأردن للمصالحة بين الأردن ومنظمة التحرير الفلسطينية بتكليف من جامعة الدول العربية.
- 1428 هـ - اغتيال النائب في مجلس النواب اللبناني أنطوان غانم وذلك بتفجير سيارته في منطقة سن الفيل.
- 1430 هـ - هدم قصر تحوف التاريخي الذي بني في العهد العثماني في مدينة بانياس وسط اعتراضات من المديرية العامة للآثار والمتاحف وشعبة آثار بانياس.
- 1431 هـ - إسرائيل تهدم كافة منازل قرية العراقيب الفلسطينية للمرة الرابعة بعد أن أعاد قاطنوها بناءها ثلاث مرات.
- 1435 هـ - بدء رفع أسعار الوقود بمصر واستنكار اتحاد العمال.
- 1439 هـ - إعصار مكونو يضرب جزيرة سقطرى وغيرها من الأجزاء الجنوبية من شبه الجزيرة العربية.
- 1444 هـ - مرسوم أميري بتعيين خالد بن محمد بن زايد آل نهيان وليًّا للعهد لإمارة أبو ظبي.
- 1446 هـ - اشتباكات مسلحة بين فلول نظام بشار الأسد وقوات الأمن السورية تركزت في منطقة الساحل السوري نتج عنها مقتل المئات منهم مدنيون.

## مواليد
- 1374 هـ - حمدي الوزير، ممثل مصري.
- 1389 هـ - أحمد السقا، ممثل مصري.
- 1391 هـ - إليسا، مغنية لبنانية.
- 1401 هـ - صالح مهدي، حارس مرمى كرة قدم كويتي.
- 1406 هـ - علي ناصر، لاعب كرة قدم قطري.
- 1415 هـ - فرح، ممثلة كويتية.

## وفيات
- 273 هـ - ابن ماجة، إمام محدث.
- 455 هـ - طغرل بك السلجوقي، ثالث سلاطين السلاجقة.
- 578 هـ - أبو القاسم الزهراوي، عالم مسلم أندلسي ووالد الجراحة المعاصرة.
- 616 هـ - أبو زكريا التكريتي، فقيه شافعي وقاضي ولغوي وشاعر عربي عراقي.
- 826 هـ - خليل بن هارون الصنهاجي، فقيه مالكي وصوفي مغاربي.
- 878 هـ - شهاب الدين الحجازي، أديب مصري.
- 1333 هـ - محمد علي الجابري، شاعر وخطيب ديني عثماني عراقي.
- 1425 هـ - عباس السيسي، أحد رموز الدعوة الإسلامية، وأحد تلاميذ حسن البنا.
- 1428 هـ - أنطوان غانم، سياسي لبناني.
- 1432 هـ - حسن الأسمر، مغني مصري.
- 1440 هـ - نصر الله بطرس صفير، البطريرك الماروني السادس والسبعون.

## وصلات خارجية
- حدث في يوم 8 رمضان - إذاعة صوت الأقصى.
- موقع قصة الإسلام: حدث في شهر رمضان.